# Жирков Станіслав Ігорович
Станіслав Ігорович Жирков (Стас Жирков) (нар. 10 вересня 1986, Уфа, Башкортостан) — український театральний режисер, автор музичного оформлення, художник з освітлення, сценограф, керівник постановки, художній керівник, Заслужений артист України (2017).
З січня 2019 року по вересень 2022 рік  — директор-художній керівник Київського академічного театру драми і комедії на лівому березі Дніпра.

## Життєпис
Народився 1986 року у місті Уфа, де прожив з батьками до 5 років. Згодом родина переїхала до одеського передмістя Чорноморськ (колишній Іллічівськ). У 2008 році закінчив акторсько-режисерський курс Київського національного університету культури та мистецтва (майстерня Петра Ільченка та Катерини Пивоварової).
Після закінчення вишу Стас Жирков разом із Ксенією Ромашенко заснували незалежний театр «Відкритий погляд». Крім того, співпрацює із різними театрами.
У 2014 — 2019 роках обіймав посаду художнього керівника академічного театру «Золоті ворота». Також з 2014 по 2017 роки викладав режисуру у Київському національному університеті культури та мистецтв. У 2018 році почав працювати майстром акторського курсу у рідному виші.
З 2016 року очолював напрям молодіжної політики та пошуково-експериментального театру Національної спілки театральних діячів України.
25 січня 2019 року переміг в конкурсі на посаду директора — художнього керівника Київського академічного театру драми і комедії на лівому березі Дніпра.
З 2020 року майстер курсу режисури Київської муніципальної академії естрадного та циркового мистецтв.
У 2022 році, після початку повномасштабного вторгнення Росії в Україну, виїхав за кордон у службове відрядження та не повернувся. Отримав роботу в Вільнівському малому театрі (Литва). Станом на 2025-й рік – чотири роки з моменту вторгнення живе та працює в Європі (Німеччина).

## Творчість
На сцені Київського академічного Молодого театру поставив вистави:
- «Любов людей» Дмитра Богославського,
- «Потрібні брехуни!» за Івом Жаміаком
- «Серпень: Графство Осейдж» Трейсі Леттса.

У 2016 році був запрошений до Магдебурзького театру, аби в рамках німецько-українського фестивалю «Дикий Схід. Подія Україна» випустити спектакль за п'єсою Павла Ар'є «На початку та наприкінці часів». У 2017 році разом із Павлом Ар'є та Магдебурзьким театром реалізував проєкт «Чому Михайло Гурман не вижив» — сучасна версія класичної п'єси Івана Франка «Украдене щастя».
Здійснив режисерські постановки:
- Київський національний академічний Молодий театр,
- Центр театрального мистецтва ім. Леся Курбаса,
- Київський академічний театр «Золоті ворота»,
- Одеський академічний український музично-драматичний театр ім. В. Василька,
- Київський академічний театр драми і комедії на лівому березі Дніпра

### Режисерські постановки
Театр «Відкритий погляд» (м. Київ)
- 2011, 27 лютого — «Наташина мрія» Ярослави Пулінович
- 2012, 21 квітня — «Сім'я. Сцени» Ганни Яблонської
- 2012, 14 жовтня — «Гуппі» Василя Сігарєва
- 2012, 3 листопада — «Найлегший спосіб кинути курити» Михайла Дурнєнкова (копродукція із Національним центром театрального мистецтва імені Леся Курбаса)

Київський академічний Молодий театр
- 2013, 23 квітня — «Любов людей» Дмитра Богославського
- 2014, 22 травня — «Потрібні брехуни!» за п’єсою «Мсьє Амількар, або людина, яка платить» Ів Жаміака
- 2017, 25 лютого — «Серпень: Графство Осейдж» Трейсі Леттса

Київський академічний театр «Золоті ворота»
- 2014 — «Наташина мрія» Ярослави Пулінович
- 2014 — «Браковані люди» Василя Сігарєва
- 2015, 18 березня — «Сталкери» за п'єсою «На початку і наприкінці часів») Павла Ар’є (копродукція із Київським академічним Молодим театром. Прем'єра в березні на камерній сцені, з жовтня 2015-го — основна сцена Молодого театру, з 26 квітня 2019 — на сцені Театру драми і комедії)[9]
- 2015 — «Відчуття за стіною» Ганни Яблонської
- 2016, 22 січня — «Слава героям» Павла Ар’є (копродукція із Івано-Франківським обласним академічним музично-драматичним театром імені І. Франка)
- 2016, 26 листопада — «І створив собі кумира…» за мемуарами Лева Копилева (вистава-реквієм пам'яті жертв українських Голодоморів)[10]
- 2017, 11 жовтня — «Тату, ти мене любив?» за п’єсою «Тихий шорох зникаючих кроків» Дмитра Богославського[11]
- 2018, 16 лютого — «Каліки» Серґія Ґьоснера
- 2019, 24 січня — «Отелло/Україна/Facebook» Павла Ар'є та Марини Смілянець[12][13][14]
- 2021, 13 березня — «Білка, яка прожила 100 років» Олега Михайлова

Theater Magdeburg / Магдебурзький театр (Німеччина)
- 2016, 19 травня — «Am anfang und am ende aller zeiten» / «На початку і наприкінці часів» Павла Ар’є
- 2017, 13 квітня — «Warum überlebt Michailo Gurman nicht?» / «Чому Михайло Гурман не вижив» Павла Ар’є за мотивами п’єси «Украдене щастя» Івана Франка (копродукція із київським театром «Золоті ворота»)[15]
- 2018, 7 грудня — «Warten auf Godot» / «Чекаючи на Годо» за п'єсою Семюела Беккета

Київський академічний театр драми і комедії на лівому березі Дніпра
- 2019, 11 травня — «Клас» Павла Ар’є, Стаса Жиркова та акторів вистави (камерна сцена)
- 2019, 19 жовтня — «Альбатроси» за п’єсою «З життя корисних копалин» Фредеріка Строппеля (камерна сцена)
- 2020, 1 лютого — «13 перших правил» Дмитра Богославського (камерна сцена)
- 2020, 28 грудня — «Хлібне перемир'я» Сергія Жадана[16][17]
- 2021, 25 вересня — «Батько» за однойменною п'єсою[en] Флоріана Зеллера[en][18][19]

Інші театри
- 2014 — «Лускунчик» Дена та Яни Гуменних за мотивами повісті-казки Ернста Теодора Амадея Гофмана (Національний академічний драматичний театр імені Івана Франка, м. Київ)
- 2016, 21 жовтня — «Ілюзії» Івана Вирипаєва (Театральна агенція «ТЕ-АРТ», м. Київ)
- 2018, 26 січня — «Дівчина з ведмедиком, або Неповнолітня…» Павла Ар’є за мотивами роману Віктора Домонтовича (Київський академічний драматичний театр на Подолі)
- 2018, 28 червня — «Вона його любила» за мотивами п'єси «С училища» Андрія Іванова (Одеський академічний український музично-драматичний театр імені В. Василька)
- 2018, 10 жовтня — «Паляванне на сябе» / «Полювання на себе» за п'єсою «Качине полювання[ru]» Олександра Вампілова (Республіканський театр білоруської драматургії, м. Мінськ, Білорусь)
- 2020 — «Маріте» за романом «Моє ім'я Маріте» Альвідаса Шляпікаса (Alytaus miesto teatras, м. Алітус, Литва)

### Акторська фільмографія
- 2007 — Зірки в армії (мюзикл)
- 2008 — Король, дама, валет (Росія, Укрїина) — Вітя
- 2011 — Повернення Мухтара-7 (4 серія «Зайвий квиток») — Лопухін
- 2016 — Я кохаю свого чоловіка (Україна) — епізод

## Нагороди та визнання
- 2017 — Заслужений артист України
- 2011 — Театральна премія «Київська пектораль» — лауреат в номінації «За найкращий режисерський дебют» (вистава «Наташина мрія» за Ярославою Пулінович)
- 2016 — Театральна премія «Київська пектораль» — лауреат в номінації «Найкраща вистава камерної сцени» (вистава «Сталкери» — спільний проєкт Театру «Золоті ворота» та Київського академічного Молодого театру)[20]
- 2017 — Театральна премія «Київська пектораль» — лауреат в номінації «Найкраща режисура» (вистава «Слава героям» — спільний проєкт Театру «Золоті ворота» та Івано-Франківського академічного обласного музично-драматичного театру ім. І. Франка)[21][22][23]